# Estadio Jerry Collins
El Jerry Collins Stadium es un estadio multi-usos que está ubicado en la ciudad de Porirua, Wellington, Nueva Zelanda. El Jerry Collins es el estadio local del Northern United, Team Wellington y del Wellington Rugby League.
El Jerry Collins Stadium es propiedad de la ciudad Porirua.

## Deporte

### Fútbol
El estadio es utilizado algunas veces por el Team Wellington en el campeonato neozelandés.
En pretemporada, el Wellington Phoenix juega amistosos contra equipos locales.
El estadio tuvo la posibilidad de albergar un partido internacional, que fue la victoria histórica de Nueva Zelanda sub-23 por 1-0 a Chile sub-23, preparándose para los Juegos Olímpicos 2008.

### Rugby
Durante la gira de Gran Bretaña en 1988, el equipo de la Wellington Rugby League derrotó 24-18 a los Leones.
Actualmente, es el estadio del Northern United.
- Datos: Q7230108